# Friedrich Wildgans
Friedrich Wildgans (Viena, 5 de juny, 1913 – Mödling (Baixa Àustria), 7 de novembre, 1965) va ser un compositor i clarinetista austríac.

## Biografia
Wildgans va néixer a la família del conegut poeta i director del Burgtheater Anton Wildgans (1881-1932) i la seva dona Lilly, de soltera Würzl. El 1915, la família es va traslladar a Mödling. Primer va aprendre violí amb Gottfried Feist i piano amb Paul Weingarten, després va aprendre el clarinet de Viktor Polatschek, que es convertiria en el seu instrument principal. Des dels dotze anys va rebre lliçons de teoria musical i composició amb Joseph Marx. De 1934 a 1935 va ser professor a Salzburg al Mozarteum. De 1936 a 1940, va treballar com a clarinetista principal a l'orquestra escènica dels Teatres Estatals de Viena.
Wildgans va donar suport al grup de resistència conservador Austrian Freedom Movement al voltant de Roman Karl Scholz, per tant va ser arrestat per la Gestapo el 25 d'octubre de 1940 i va romandre en presó preventiva fins al 24 de febrer de 1942. El 7 de desembre de 1943 va ser condemnat pel Tribunal Popular a 15 mesos de presó, que se li va acreditar com a complert. Després de l'alliberament de la presó, no va trobar cap ocupació professional a la funció pública fins al final de la guerra i va buscar temporalment la seva vida com a ajudant de comptable.

## Final de la Guerra
Després de l'alliberament de Viena l'abril de 1945, va treballar com a professor a l'Acadèmia Austríaca de Música, que va haver d'abandonar de nou a principis del curs 1946/47. No va ser fins al 1955 que hi va tornar a rebre una plaça fixa. De 1946 a 1950 Wildgans, que havia estat membre del KPÖ (Partit Comunista d'Àustria) des d'abril de 1945 (fins a la seva renúncia o expulsió el juliol de 1950), va treballar com a oficial de música a l'Oficina Cultural de la Ciutat de Viena sota Viktor Matejka. Des del seu restabliment l'abril de 1945 va ser vicepresident executiu i de 1948 a 1961 president de la Secció Austríaca de la Societat Internacional de Música Nova. Va ser crític musical de l'Österreichische Zeitung (1945-1948) publicat per les forces d'ocupació soviètiques i de la revista intel·lectual Österreichisches Tagebuch (1946-1948) publicada pel KPÖ i va escriure nombroses contribucions per a l'Österreichische Musikzeitschrift. També va escriure un llibre sobre Anton Webern, que només va aparèixer pòstumament. Del 21 de setembre al 4 d'octubre de 1953, Wildgans va actuar com a jurat al Concours international d'execution musicale Geneve. No va poder actuar com a intèrpret després de 1954 a causa d'una malaltia. A partir de 1955, va tornar a ensenyar a la Universitat de Música i Arts Escèniques de Viena, va rebre el títol de professor el 1957 i va ser l'últim treball allà com a bibliotecari.
Wildgans va morir als 52 anys i va ser enterrat al cementiri de Mödling.
Les obres de Wildgans tenen la influència de Paul Hindemith, Ígor Stravinski i el Groupe Les Six. Va compondre una obra musical per a clarinet, dos concerts i obres de música de cambra, així com un concert per a trompeta, orquestra de corda i percussió (op. 29, 1935), una sonata per a piano (1929) i cançons d'art. L'estrena dels seus himnes eucarístics al Konzerthaus de Viena el 14 de juny de 1954 va provocar un dels últims grans escàndols de concerts austríacs, desencadenat per la indignació per aquesta "cantata popular", que alguns van trobar inadequada, combinant textos sagrats amb ritmes sincopats.

## Treballs
- Obres simfòniques i música de cambra
- Concerts per clarinet, obres per a piano
- Obres corals i motets
- Missa mínima per a soprano, clarinet, violí i violoncel, 1932/1954
- El dictador, opereta (perduda), 1933
- L'arbre del coneixement, òpera després de Franz Theodor Csokor (inacabada), 1935
- The Mystic Trumpeter, cantata per a contralt, trompeta i piano després de Walt Whitman, 1946
- Cinema i música escènica
- El desenvolupament de la música a Àustria al segle XX, document tècnic, 1950
- Anton Webern, A Study, Tübingen: Rainer Wunderlich Publishers 1967
- Publicació de quatre obres de Beethoven (3 duos clarinet/fagot, trio oboès/corn anglesa) a la sèrie Diletto Musicale de Doblinger.